# Pholodes squamosa
Pholodes squamosa là một loài bướm đêm trong họ Geometridae.